# Andreas af Enehielm
Andreas Wilhelm af Enehielm (* 30. August 1987 in Helsinki) ist ein finnlandschwedischer Schauspieler, der in dem Film Populärmusik aus Vittula die Rolle des Niila spielt.

## Leben
Andreas af Enehielm wurde 1987 als Sohn von Cris af Enehielm und Kjell Wallman geboren. Er lebt mit seiner Mutter, die ebenfalls u. a. Schauspielerin ist, und seinem Bruder in Helsinki.
Neben der Schauspielerei spielt er in der finnischen Progressive-Rock-Band Thorbjørn.

## Filmografie
- 2001: Drakarna över Helsingfors
- 2004: Populärmusik aus Vittula (Populärmusik från Vittula)
- 2006: Matti
- 2018: Kääntöpiste